# Маргрете Вестагер
Маргрете Вестагер (на датски: Margrethe Vestager, [mɑg̊ʁæːˀd̥ə ˈvɛsd̥æːˀɐ]) е датски политик от партията Радикална левица.
Родена е на 13 април 1968 година в Глоструп в семейството на духовник и политик. От ранна възраст се включва активно в Радикалната левица. През 1993 година завършва икономика в Копенхагенския университет. Тя е министър на църковните въпроси (1998 – 2000) и просветата (1998 – 2001), лидер на Радикална левица (2007 – 2014), министър на икономиката и вътрешните работи (2011 – 2014) и вицепремиер (2011 – 2014). През 2014 – 2019 година е еврокомисар за конкуренцията в Комисията „Юнкер“, а от 2019 година – изпълнителен заместник-председател, с ресор „Европа, подготвена за цифровата ера“, в Комисията „Фон дер Лайен“.